# 日程本
日程本，是一款文具用品，又叫做“手账”。日程本是以日程表為主要部分的小本子。日程表按年月日先後順序排列，在每一個日期所在的空白處可以記錄當日的日程安排等。有的日程本還在每一頁中留有專門做筆記的地方。一本手帐可包含年+月+周计划、日记录、工作/学习笔记（每天任务、项目、会议等）、生活记录（如收支、摘录、想法等）。手帐用法很多，因人而异。
通常在日程本最初和最後的幾頁中包含了地圖和電話區號等實用參考信息，還有日曆，通訊錄等部分。大多數的日程本會依照特定的年份出版並在封皮上印上該年份。日程本中一般還夾帶小絲帶，可當作書籤來使用。日程本的起止日期大多是從1月份開始到12月份結束，但學校或學生的日程本（Academic diary）的開始日期則是在年中，比如新學年的開學日期前。
英國文具公司Letts Filofax集團於1812年推出了世界首款事先印刷的日程本，並將它稱之為「商業日程本」（Commercial Diary） 。現在紙印的日程本和其他擁有類似功能的活頁萬用手冊以及個人電腦，個人數碼助理，手機等電子設備競爭。